# Powellinia lasserrei
Powellinia lasserrei är en fjärilsart som beskrevs av Charles Oberthür 1881. Powellinia lasserrei ingår i släktet Powellinia och familjen nattflyn. Inga underarter finns listade i Catalogue of Life.